# NGC 5912
NGC 5912 (również PGC 54237) – galaktyka eliptyczna (E-S0), znajdująca się w gwiazdozbiorze Małej Niedźwiedzicy. Odkrył ją William Herschel 12 grudnia 1797 roku.